# Hall of the Mountain Grill
| 전문가 평가                       | 전문가 평가 |
| 평가 점수                         | 평가 점수   |
| 출처                              | 점수        |
| --------------------------------- | ----------- |
| Allmusic                          | [ 1 ]       |
| The Encyclopedia of Popular Music | [ 2 ]       |
| Head Heritage                     | (mixed)     |

《Hall of the Mountain Grill》은 1974년 9월 6일에 발매된 영국의 스페이스 록 밴드 호크윈드의 네 번째 스튜디오 음반이다. 그것은 많은 비평가들에 의해 경력의 하이라이트로 간주된다.

## 배경
이 그룹의 네 번째 스튜디오 음반인 이 음반은 신시사이저, 멜로트론, 전기 바이올린에 대한 사이먼 하우스를 포함한 새로운 라인업에 의한 첫 음반이었다.
이 음반의 제목은 에드바르 그리그의 〈In the Hall of the Mountain King〉과 1970년대 초 밴드가 자주 방문했던 포토벨로로드 카페 마운틴 그릴(현재는 폐쇄)에 대한 끄덕임이었다. 외계 석호의 안개 속에서 버려진 우주선의 커버는 밴드의 정기적인 예술 협력자인 바니 버블스에 의해 그려졌다. 뒷면 커버는 데이비드 A. 하디가 맡았다.
이 음반에는 〈The Psychedelic Warlords (Disappear in Smoke)〉, 〈Lost Johnny〉 (이후 베이시스트 레미 킬미스터의 포스트 호크윈드 밴드 모터헤드와 믹 패런이 그의 밴드 데비언츠와 공동 작곡자이기도 함)와 같은 하드 록 음악가들이 참여했고, 심하게 단계화된 〈D-Rider〉, 〈Web Weaver〉와 같은 조용한 분위기의 곡들이 수록되었다.그는 〈Goat Willow〉, 〈Wind of Change〉 그리고 타이틀곡을 연주한다. 오리지널 바이닐 LP의 사이드 2는 1974년 1월 에드먼턴 선다운에서 녹음된 라이브 트랙인 〈You'd Better Believe It〉과 〈Paradox〉에 의해 예약되었으며, 이는 이전 발매의 '공간 정체'를 상기시킨다.
로버트 캘버트가 떠난 후, 이 음반의 리드 보컬은 데이브 브록이 맡았고, 레미는 〈Lost Johnny〉, 닉 터너는 〈D-Rider〉를 불렀다. 그 밴드의 라인업은 그 해 동안 계속 바뀔 것이다. 델 데트마는 캐나다에서 살기 위해 Hall of the Mountain Grill의 발매 전에 떠났고, 앨런 파월은 추가 드러머로 합류했다. 공상 과학 소설 작가이자 그룹의 친구인 마이클 무어콕이 그들의 콘서트에서 시를 읽기 위해 개입했다.

## 곡 목록
모든 곡들은 특별한 언급이 없는 한 데이브 브록에 의해 작사/작곡하였다.
| #  | 제목                                              | 작사·작곡 | 재생 시간 |
| -- | ------------------------------------------------- | --------- | --------- |
| 1. | 〈The Psychedelic Warlords (Disappear in Smoke)〉 |           | 6:50      |
| 2. | 〈Wind of Change〉                                |           | 5:08      |
| 3. | 〈D-Rider〉                                       | 닉 터너   | 6:14      |
| 4. | 〈Web Weaver〉                                    |           | 3:15      |

| #  | 제목                               | 작사·작곡              | 재생 시간 |
| -- | ---------------------------------- | ---------------------- | --------- |
| 5. | 〈You'd Better Believe It (Live)〉 |                        | 7:13      |
| 6. | 〈Hall of the Mountain Grill〉     | 사이먼 하우스          | 2:24      |
| 7. | 〈Lost Johnny〉                    | 레미 킬미스터, 믹 패런 | 3:30      |
| 8. | 〈Goat Willow〉                    | 델 뎃머                | 1:37      |
| 9. | 〈Paradox (Live)〉                 |                        | 5:35      |